# Мара патагонська
Патагонська мара (Dolichotis patagonum) — відносно великий гризун родини кавієві, також відомий як патагонський заєць та патагонська каві. Ця рослиноїдна, дещо схожа на кролика тварина зустрічається у відкритих степових рівнинах та чагарниках Аргентини, включаючи значну частину Патагонії. Вид моногамний, але часто розмножується в лігвах, у яких спільно проживають кілька пар одночасно.
Патагонська мара, за класифікацією МСОП, близька до загрозливого стану. Історично мара поширена від північно-центральної Аргентини на південь майже до Вогняної Землі. Проте, цей вид потерпає від полювання та руйнування місць свого існування, і в деяких районах, зокрема в провінції Буенос-Айрес, мара була повністю винищена. Шкури цих тварин використовуються для покривал та килимів.

## Опис

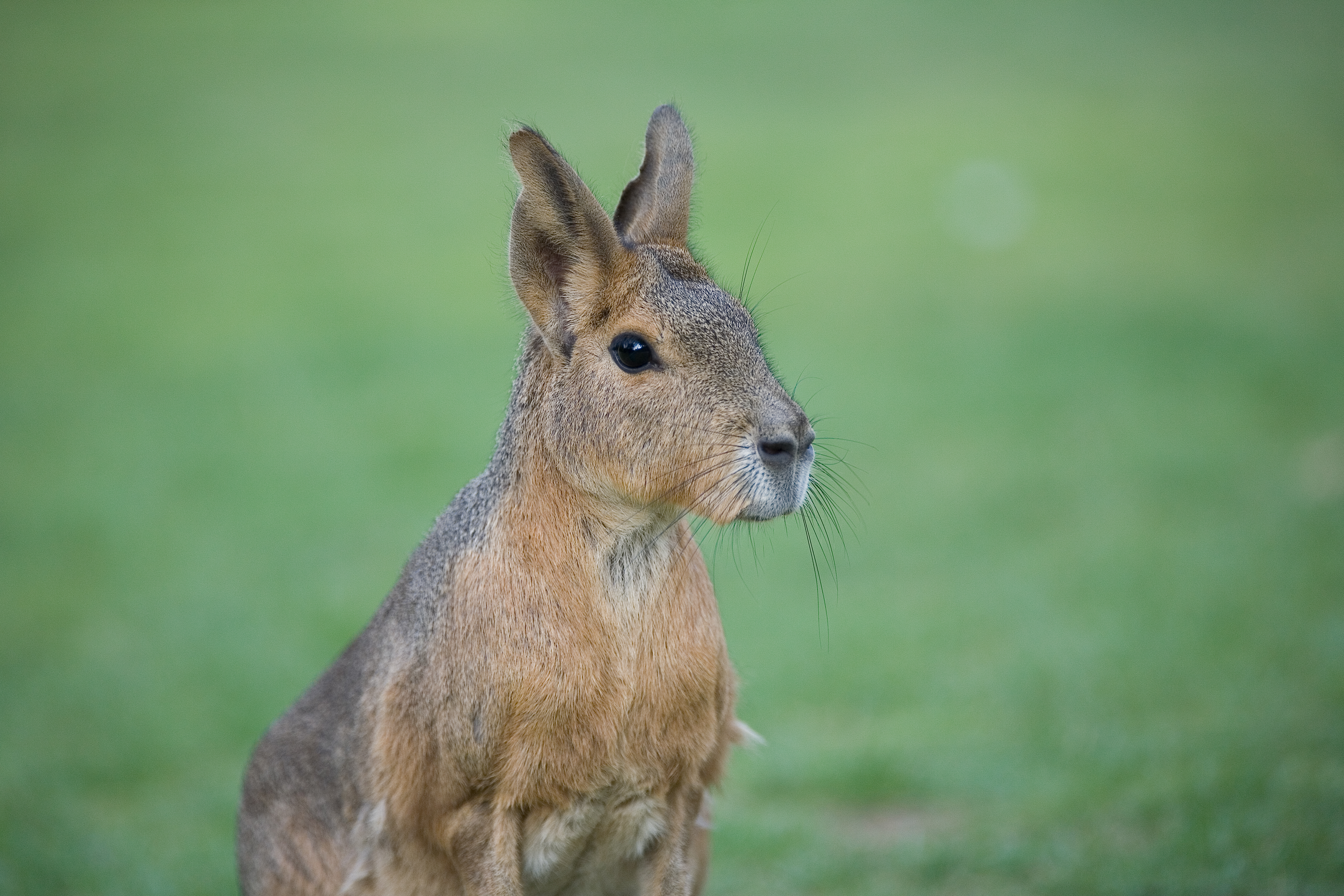
Dolichotis patagonum, Гамбурзький зоопарк

Патагонська мара нагадує зайця. Вона має характерні прямостоячі вуха і довгі кінцівки. Задні кінцівки довші й більш м'язисті, ніж передні, а їхній радіус довший за плечову кістку. Ступні стиснуті, копитоподібні, через що патагонські мари нагадують дрібних копитних, особливо навстоячки. Передні лапи мають чотири пальці, тоді як задні — три. Хвіст короткий, вдавлений і безволосий. Мара має білий живіт з дещо помаранчевими боками та підборіддям. В середньому патагонська мара завдовжки 69—75 см з хвостом 4—5 см. Вона важить 8—16 кг. На відміну від більшості інших кавієвих, таких як морські свинки та капібари, анальні залози мари знаходяться між анусом і основою хвоста, а не перед анусом.

## Утримання у неволі

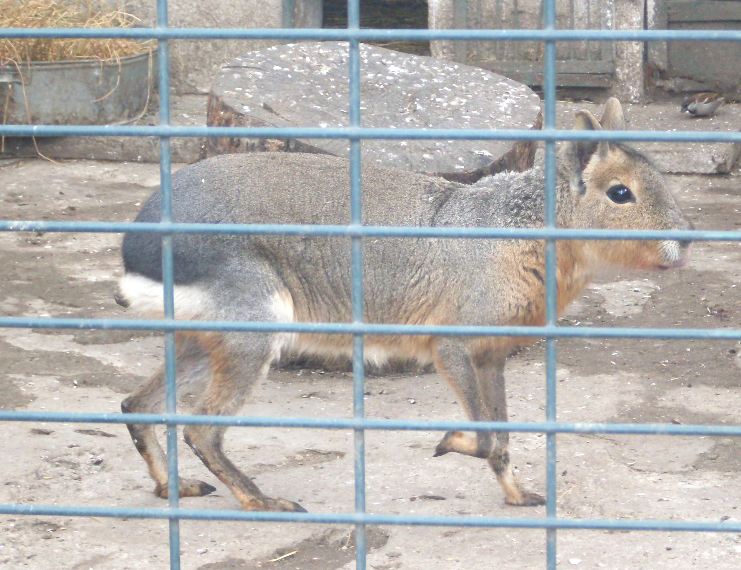
Патагонська мара в Одеському зоопарку

Патагонську мару успішно утримують у неволі. В Україні її можна побачити в Рівненському, Одеському, Подільському та Миколаївському зоопарках та в парку Межигір‘я.
У заповіднику пустелі Аль-Мармум, що в центральній частині Об'єднаних Арабських Еміратів, мешкає популяція з 200 мара, яка, ймовірно, утворилася з домашніх тварин, що втекли.